# Гаджикенд
Гаджикенд (азерб. Hacıkənd), ранее — Сыныгкильса (азерб. Sınıqkilsə) — село в Кельбаджарском районе Азербайджана. Бывшее название села связано с тем, что село было основано в окрестностях старой, рухнувшей (sınıq) церкви (kilsə).
По материалам издания «Административное деление АССР», подготовленных в 1933 году Управлением народно-хозяйственного учёта АССР (АзНХУ), по состоянию на 1 января 1933 года Сыных-Килиса являлся центром одноимённого сельсовета Кельбаджарского района Азербайджанской ССР. В селе проживало 184 человека (36 хозяйств, 103 мужчины и 81 женщина). Национальный состав всего Сыных-килисинского сельсовета, включавшего ещё 11 сёл, на 99,8 % состоял из тюрков (азербайджанцев).
С 1993 по ноябрь 2020 года село находилось под контролем непризнанной Нагорно-Карабахской Республики, согласно её административно-территориальному делению входило в Шаумяновский район НКР и называлось Нор-Манашид (арм. Նոր Մանաշիդ). В 2020 году возвращено под контроль Азербайджана. Расположено на высоте 1794 м.